# 2001 في كوريا الجنوبية
فيما يلي قوائم الأحداث التي وقعت خلال عام 2001 في كوريا الجنوبية.

## أحداث
- 29 مارس – افتتاح مطار إنتشون الدولي في جزيرة يونغ جونغ القريبة من ميناء إنتشون، المدينة التي تبعد 40 كلم غرب سول.
- 2 أبريل – اعتقال وزير المعلومات والاتصالات السابق لي سوك-جيه، بتهمة إساءة استعمال السلطة في اختيار مشغل في خدمة الاتصالات.

## رياضة
- 1 يناير – كأس الاتحاد الكوري الجنوبي 2001 الفائز دايجون هانا سيتزن.

## أفلام
من الأفلام التي صدرت هذه السنة في كوريا الجنوبية:
- 1 يناير – فتاتي الجريئة من إخراج Kwak Jae-yong [الإنجليزية]‏.

## برامج ومسلسلات وأنمي
- التاجر